# Rudolf III van Sausenberg
Rudolf III van Sausenberg (1343 - 8 februari 1428) was van 1352 tot 1428 markgraaf van Baden-Sausenberg. Hij behoorde tot het huis Baden.

## Levensloop
Rudolf III was de zoon van markgraaf Rudolf II van Baden-Sausenberg, die samen met zijn broer Otto I regeerde, en Catharina van Thierstein. Na de dood van zijn vader in 1352 werd Rudolf III samen met zijn oom Otto markgraaf van Baden-Sausenberg. Zolang hij minderjarig was, was zijn oom Otto de regent van Rudolf. Na het overlijden van Otto in 1384, werd Rudolf III de enige markgraaf van Baden-Sausenberg. Hij werd beschouwd als de belangrijkste markgraafschap van Sausenberg.
Als markgraaf startte Rudolf III verschillende bouwprojecten. Zo werden er in 1360 twee portierswoningen, een groot gebouw en een toren toegevoegd aan het kasteel van Röteln. In 1387 en 1392 werden er opnieuw grote gebouwen aan dit kasteel toegevoegd en in 1401 bouwde hij in Rötteln een kerk. In 1418 breidde hij deze kerk uit tot de hoofdkerk van zijn regeringsgebied. Zowel het graf van Rudolf III als dat van zijn vrouw Anna bevinden zich in deze kerk en worden beschouwd als belangrijke voorbeelden van de gotische kunst in de Opper-Rijn.
Gedurende zijn lange machtsperiode was Rudolf ook in staat om zijn regeringsgebied sterk uit te breiden. In 1365 kocht hij het dorp Huttinger van de bisschop van Bazel en in 1366 kreeg hij van zijn oom Otto een deel van het markgraafschap Sausenberg. Vervolgens kocht hij in 1368 de dorpen Weil am Rhein, Wintersweiler, Welmlingen, enkele landhuizen in Haltingen en de stad en het district van Otlikon van ridder Koenraad van Münch. Dat jaar kocht hij eveneens het dorp Dossebach van Willem van Hauenstein en diens zoon Henman. Daarna kreeg hij in 1394 van bisschop Koenraad van Münch een leen in Breisgau toegewezen en in 1400 kocht hij de heerlijkheden Neuenstein, inclusief de dorpen Gersbach, Schlechtbach, Raitbach, Kürnberg en Schweigmatt. Het kasteel van Neuenstein ging echter naar het Sint-Blasiusklooster, maar in 1401 schonk dit klooster de rechten van het kasteel aan Rudolf III.

## Huwelijken en nakomelingen
In 1373 huwde Rudolf III met Adelheid van Lichtenberg (overleden in 1378), dochter van heer Simon II van Lichtenberg. Dit huwelijk bleef waarschijnlijk kinderloos.
Na de dood van zijn eerste vrouw huwde Rudolf III op 13 februari 1387 met Anna van Freiburg-Neuchâtel (1374-1427), dochter van graaf Egino III van Freiburg. Via dit huwelijk kreeg Rudolf III een bruidsschat van 12.000 florijnen in de vorm van de stad en het district Sennheim (7.500 florijnen), het kasteel Istein (3.000 florijnen) en 1.500 florijnen cash. Dit laatste kreeg hij op voorwaarde dat hij met dit geld binnen het jaar na zijn huwelijk landhuizen zou bouwen in het bosgebied aan de berg Hauenstein. Met zijn tweede vrouw kreeg hij zeven zonen en zes dochters, waarvan volgende bekend zijn:
- Otto III (1388-1451), bisschop van Konstanz
- Verena (geboren in 1391), huwde met graaf Hendrik V van Fürstenberg
- Rudolf (1393-1419)
- Agnes, zuster in het Sint-Claraklooster van Bazel
- Catharina (overleden in 1419), zuster in het Sint-Claraklooster van Bazel
- Anna (overleden in 1419), zuster in het Sint-Claraklooster van Bazel
- Margaretha (overleden in 1419), zuster in het Sint-Claraklooster van Bazel
- Willem (1406-1482), markgraaf van Sausenberg

Zijn zoon Rudolf en zijn dochters Catharina, Anna, Margaretha stierven in 1419 tijdens een pestepidemie. Zijn zoon Otto, die van 1411 tot 1434 onder de naam Otto III van Hachberg bisschop van Konstanz was, was in 1415 de gastheer van de concilie van Konstanz en werd zo betrokken bij de executie van de Boheemse kerkhervormer Johannes Hus. Toen Rudolf III in 1428 stierf, werd hij als markgraaf opgevolgd door zijn jongste zoon Willem.